# フッ化ニッケル(II)
フッ化ニッケル(II)(Nickel(II) fluoride)は、化学式がNiF2の無機化合物である。多くのフッ化物と違い、空気中でも安定である。これは、モネルのようなニッケル合金のように表面に不動態を形成するためである。五フッ化塩素の合成の触媒に使われる。
塩化ニッケル(II)無水物をフッ素で350℃で処理することによって合成される。
NiCl2  +  F2  →  NiF2  +  Cl2
付随してフッ素によるコバルトの酸化反応が起こるが、コバルト(III)が不安定であるためコバルトの酸化数はII価のままである。
溶融したNiF2とフッ化カリウムとを反応させると緑色のK2[NiF4]を与える。この材料の構造は、いくつかの超伝導酸化材料と密接に関連する。